# Peter Kendrew
Peter Kendrew (York, 25 de abril de 1940) es un deportista británico que compitió en natación. Ganó una medalla de plata en el Campeonato Europeo de Natación de 1962 en la prueba de 4 × 100 m libre.

## Palmarés internacional
| Campeonato Europeo | Campeonato Europeo | Campeonato Europeo | Campeonato Europeo |
| Año                | Lugar              | Medalla            | Prueba             |
| ------------------ | ------------------ | ------------------ | ------------------ |
| 1962               | Leipzig (RDA)      | Medalla de plata   | 4 × 100 m libre    |